# I Am Woman (Lied)
I Am Woman ist ein Lied der australischen Musiker Helen Reddy und Ray Burton. Die erste Aufnahme von I Am Woman erschien auf dem Debütalbum I Don't Know How to Love Him, das im Mai 1971 veröffentlicht wurde, und war im Abspann des Films Stand Up and Be Counted von 1972 zu hören. Eine neue Aufnahme des Liedes wurde im Mai 1972 als Single veröffentlicht und wurde noch im selben Jahr ein Nummer-eins-Hit, von dem über eine Million Exemplare verkauft wurden. Der Song entstand im Zusammenhang mit der Gegenkultur der 1960er Jahre. Das Lied wurde, indem es die weibliche Selbstbestimmung feierte, zu einer dauerhaften feministischen Hymne für die zweite Welle des Feminismus. Nach Reddys Tod im September 2020 erreichte der Song Platz 2 der australischen digitalen Verkaufscharts.

## Inspiration für den Song
Nachdem sie 1971 einen Plattenvertrag mit Capitol Records erhalten hatte, aus dem der Hit I Don't Know How to Love Him hervorging, wurde Reddy, die damals in Los Angeles lebte, um ein Album gebeten. Sie schickte dem Label eine Reihe von zehn jazzigen Popsongs. Unter den Songs von Leon Russell, Graham Nash und Van Morrison befanden sich auch zwei Eigenkompositionen von Reddy und Ray Burton. „I Am Woman“ war einer von ihnen.
Die Komposition war das Ergebnis von Reddys Suche nach einem Song, der ihre wachsende Leidenschaft für die Stärkung der Rolle der Frau zum Ausdruck bringen sollte. In einem Interview 2003 im australischen Sunday Magazine (veröffentlicht in der Sunday Herald Sun und Sunday Telegraph), erklärte sie:

„Ich konnte keine Songs finden, die das ausdrückten, was ich mir unter Frau-Sein vorstellte. Ich dachte an all die starken Frauen in meiner Familie, die die Depression, die Weltkriege und betrunkene, missbrauchende Ehemänner durchgestanden hatten. Aber in der Musik gab es nichts, was das widerspiegelte. Die einzigen Lieder waren 'I Feel Pretty' oder dieser schreckliche Song 'Born A Woman'. (Der Hit von Sandy Posey aus dem Jahr 1966 hatte festgestellt, dass man als Frau geboren wird, "um getreten, belogen, betrogen und wie Dreck behandelt zu werden. Ich bin froh, dass es so gekommen ist"). Das sind nicht gerade ermutigende Texte. Ich habe mich nie als Songwriterin gesehen, aber ich musste es einfach tun.“

## Zusammenarbeit mit Ray Burton
Der damals 26-jährige Burton spielte damals in Los Angeles mit der australischen Rockband the Executives (und später als Gründungsmitglied in der Band Ayers Rock), war ein Freund, der oft mit Reddy bei Live-Auftritten in Australien gearbeitet hatte. Er hat eine andere Erinnerung an den Beginn des Liedes. Er erzählte dem Sunday Magazine, dass er mit Reddy sprach, nachdem sie eine Reihe regelmäßiger Frauentreffen veranstaltete, bei denen sie, wie er sagt, „herum saßen und über ihre Freunde jammerten“.

„Ich sagte zu Helen: 'Wenn du die ganze Sache so ernst nimmst, warum schreibst du nicht ein paar Texte auf und ich mache einen Song daraus?' Und das ist so ziemlich das, was passiert ist. Sie gab mir den Text auf ein Stück Papier gekritzelt und ich ging an diesem Sonntagabend nach Hause und schrieb den ganzen Song in etwa drei Stunden. Ihr Text war eher in Prosa- oder Gedichtform, also habe ich ein paar Teile umgeschrieben. Ich hatte sowieso schon eine Melodie im Kopf, also habe ich sie rekonstruiert und dann den Text so geformt, dass er zu dieser Melodie passt. Ich habe ein Demo auf einem Revox-Spulentonband aufgenommen. Es gefiel ihr sehr gut und sie nahm es für ein Album von Capitol Records auf. Ich hätte nie gedacht, dass es einer meiner besseren Songs ist. Er hatte kommerzielles Potenzial, und ich wusste, dass die Sache mit der Frauenbewegung in den USA brodelte und aufkochte. Das Leben eines australischen Songwriters in Los Angeles war nicht sehr lukrativ, also dachte ich mir, dass es eine Möglichkeit wäre, ein paar Dollar zu verdienen und die Qualität meines Lebens zu verbessern. Ich hatte eine Ahnung, dass es ein Hit werden würde. Dann kam es auf das Capitol-Album und blieb dort als "Schläfer", und ich dachte: "Nun, vielleicht habe ich mich geirrt".“

Reddy besteht darauf, dass Burton kein einziges Wort des Textes geändert hat.

## Die Entstehung der Single
Reddy hatte keine Erwartungen an den Track. „Es war eindeutig kein Hit-Single-Material und wurde überhaupt nicht gespielt. Ich benutzte ihn als Eröffnungssong, wann immer ich live auftrat, und er wurde immer gut aufgenommen: Ich bemerkte auch, dass der Song in Fanpost erwähnt wurde.“ Aber mehr als ein Jahr später wurde das Lied ausgewählt, um hinter dem Vorspann von Stand Up and Be Counted zu laufen, einer leichten Hollywood-Komödie zur Frauenbewegung mit Jacqueline Bisset, Loretta Swit und Steve Lawrence in den Hauptrollen. „Die Entscheidungsträger bei Capitol Records dachten, dass sie 'I Am Woman' als Single herausbringen sollten, falls der Film ein Hit werden würde.“ In ihrer ursprünglichen Form war die ursprüngliche Version kaum länger als zwei Minuten, so dass Reddy gebeten wurde, eine zusätzliche Strophe und einen Refrain zu schreiben. Die zusätzliche Strophe fügte die einzige Erwähnung von Männern in den Song ein („Until I make my brother understand“).
Die Aufnahmesitzung für diese neue Version fand am 23. April 1972 statt. Reddy sagte dem Sunday Magazine, sie erinnere sich an nichts und wisse nicht, welche Musiker auf dem Lied gespielt hätten.
Tatsächlich hatte sie einige der besten Session-Musikern aus LA an ihrer Seite:
- Mike Deasy: Gitarre
- Jim Horn: Holzbläser; Streicher und Bläserarrangement
- Jim Gordon: Schlagzeug
- Michael Melvoin: Klavier
- Leland Sklar: Bass
- Dick „Slide“ Hyde: Posaune
- Don Menza: Saxophon
- Kathy Deasy (u. a. Johnny Rivers, Kenny Loggins und The Byrds): Backgroundgesang

## Erfolg
Wie sich herausstellte, war es „die Originalaufnahme von 'I Am Woman', die auf dem Soundtrack“ des Films zu hören war, der „in derselben Woche“ im Mai 1972 in die Kinos kam.
Die neue Aufnahme des Songs wurde am 22. des Monats als Single veröffentlicht, Und Wald – der 18 Stunden am Tag am Telefon gearbeitet hatte, um die Radiosender zu drängen, „I Don't Know How to Love Him“ zu spielen – setzte erneut seine enormen Werbefähigkeiten ein. Er vermittelte Reddy, die inzwischen hochschwanger mit Sohn Jordan war, Auftritte in 19 TV-Talk- und Varietéshows, und „Frauen begannen, Radiosender anzurufen und den Song zu verlangen, wodurch die Ausstrahlung erzwungen wurde“
Trotz des großen Anklangs, den das Lied bei den Fernsehzuschauern fand, war der Weg an die Spitze der Charts ein langer, harter Aufstieg. In der Ausgabe der Billboard Hot 100 vom 24. Juni 1972 tauchte er erstmals auf Platz 99 auf, und erreichte zwei Wochen später auf Platz 97 seinen Höhepunkt fiel aus den Hot 100, stieg zwei Monate später in der Ausgabe vom 16. September auf Platz 87 wieder ein und erreichte drei Monate später, in der Ausgabe vom 9. Dezember, Platz eins.
„I Am Woman“ war die erste Nummer-eins-Single für Capitol Records seit „Ode to Billie Joe“ von Bobbie Gentry fünf Jahre zuvor, 1967. Es war der erste Nummer-eins-Hit einer in Australien geborenen Künstlerin in den Billboard-Charts und der erste Song aus australischer Feder, der einen Grammy Award gewann (in ihrer Dankesrede für die beste weibliche Darbietung dankte Reddy „Gott, denn Sie macht alles möglich“). Außerdem war es nach I Don't Know How to Love Him der zweite Helen-Reddy-Hit, der in ihrem Heimatland Australien auf Platz zwei landete. Bei seiner ursprünglichen Veröffentlichung im Vereinigten Königreich übersehen, wurde „I Am Woman“ 1975 neu aufgelegt, um als Nachfolger von Reddys Nummer-5-Hit „Angie Baby“ zu dienen.

## Wirkung und Vermächtnis
In dem Jahr, in dem Gloria Steinems Ms. magazine in den USA und die Zeitschrift Cleo in Australien auf den Markt kamen, erregte das Lied schnell die Aufmerksamkeit der aufkeimenden Frauenbewegung. Die Gründerin der National Organization for Women, Betty Friedan, schrieb später, dass 1973 ein Gala-Abend in Washington DC auf der NOW-Jahrestagung mit dem Abspielen von „I Am Woman“ endete. „Plötzlich“, so sagte sie, „erhoben sich die Frauen von ihren Sitzen und fingen an, im Ballsaal des Hotels zu tanzen und sich an den Händen zu fassen und einen immer größer werdenden Kreis zu bilden, bis vielleicht tausend von uns tanzten und sangen: 'Ich bin stark, ich bin unbesiegbar, ich bin eine Frau'. Es war ein spontaner, wunderschöner Ausdruck des Hochgefühls, das wir alle in jenen Jahren empfanden – Frauen, die sich wirklich als Frauen bewegten.“

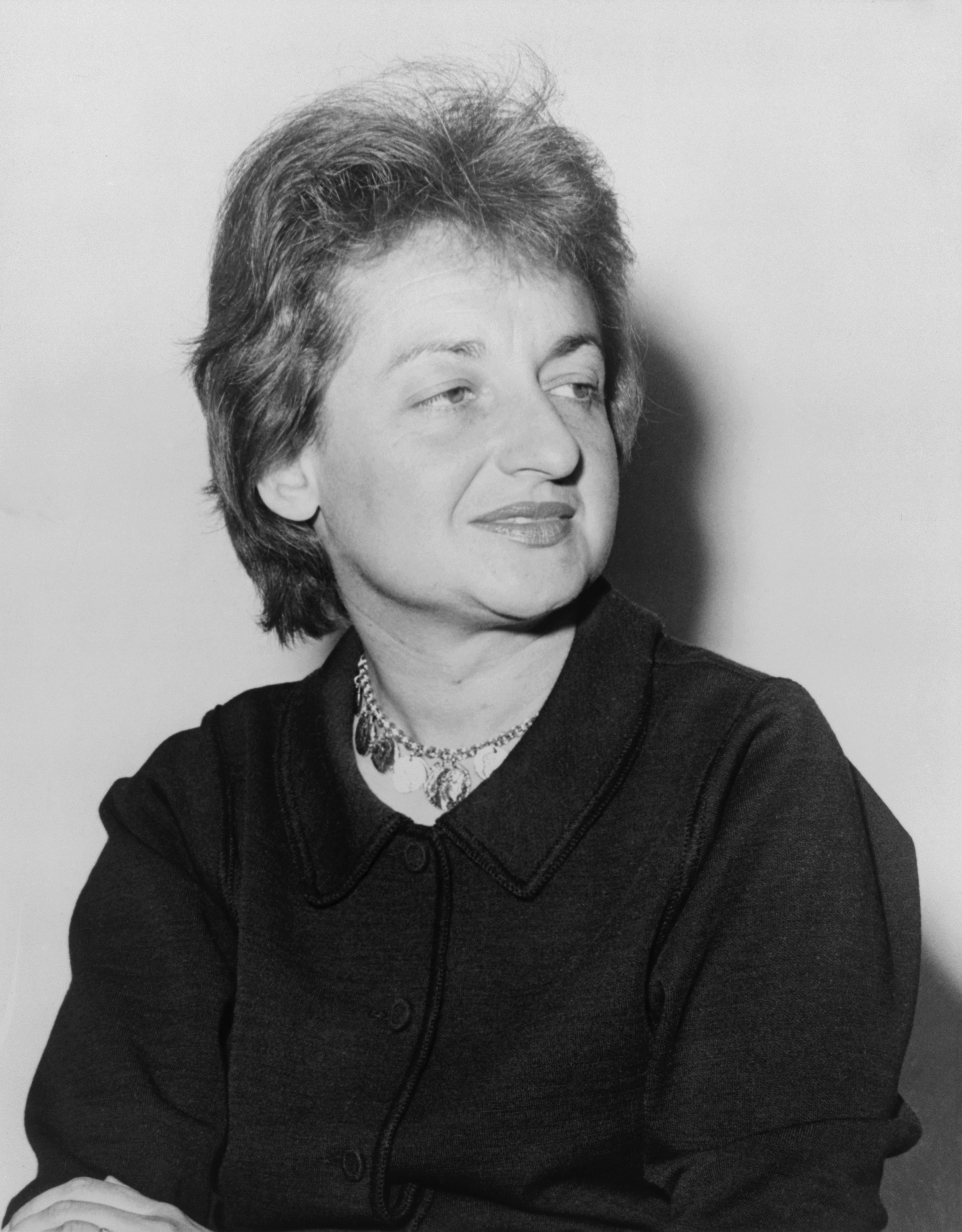
Betty Friedan, 1960

Einige Feministinnen nahmen Anstoß an dem Text „I'm still an embryo, with a long, long way to go“, in dem die Frauenbefreiungsbewegung mit einer Schwangerschaft gleichgesetzt wird. Dies galt insbesondere, nachdem 1973 die Entscheidung des Obersten Gerichtshofs der USA Roe v. Wade Supreme-Court-Entscheidung durch den Nummer-eins-Hit „Having My Baby“ von Paul Anka aus dem Jahr 1974 unterstrichen wurde.
Für Reddy geht die Botschaft des Liedes über den Feminismus hinaus. „Es ist nicht nur für Frauen“, sagte sie. „Es ist ein allgemeiner Empowerment-Song, in dem es darum geht, sich selbst gut zu fühlen und an sich selbst zu glauben. Als mein ehemaliger Schwager, ein Arzt, zum Medizinstudium ging, spielte er es jeden Morgen, um ihn in Schwung zu bringen.“ Im Jahr 2002 sagte sie jedoch: „Ich hatte keine Ahnung, was aus dem Lied werden sollte. Wenn ich das gewusst hätte, wäre ich viel zu eingeschüchtert gewesen, um es zu schreiben.“
Der Song verhalf Reddy zu größerer Bekanntheit und ebnete den Weg für eine Reihe von Hitsingles. Er brachte auch enormen Reichtum, den das Paar mit einem protzigen Lebensstil mit Villen, Limousinen, Schmuck und Schnellbooten zur Schau stellte. In ihrem Enthüllungsbuch You'll Never Eat Lunch in This Town behauptete Julia Phillips, dass das Paar bis zum Abschluss ihrer erbitterten Scheidung im Jahr 1982 den Großteil der 40 Millionen Dollar, die sie verdient hatten, verprasst hatte.
Als Reddys Darbietung des Liedes bei der Miss-World-Wahl 1981 Feministinnen verärgerte, antwortete sie: „Sollen sie doch vortreten und meine Miete bezahlen, dann bleibe ich zu Hause. Was ich tue, ist Werbung für ein Produkt, das ich nicht benutzen würde.“
Reddy wurde mit den Worten zitiert: „Bis heute bekomme ich Post von Frauen, die sagen: Ich habe wegen Ihres Songs Jura studiert. Aber ich würde es hassen zu denken, dass von dem breiten Spektrum an Dingen, die ich in meiner Karriere getan habe, das alles ist, wofür ich in Erinnerung bleiben würde.“ Aber in ihrer Autobiografie The Woman I Am: A Memoir erinnert sie sich an eine Begegnung im Jahr 2000 mit dem Neffen eines Freundes im Highschool-Alter, der sagte, dass „in dem ihm zugewiesenen Lehrbuch Moderne amerikanische Geschichte in einem Abschnitt über den Aufstieg des Feminismus in den 70er Jahren ich zusammen mit dem abgedruckten Text von 'I Am Woman' erwähnt wurde.“ Es wurde zu ihrer Ausrede für das, was sie 2002 ihren Ruhestand nannte: „Ich dachte: 'Nun, ich bin jetzt Teil der Geschichte. Und wie kann ich das übertreffen? Das kann ich nicht toppen.' Also war es eine einfache [Entscheidung, mit dem Singen aufzuhören].“ Aber in einem Interview aus dem Jahr 2014, in dem sie ihre Rückkehr auf die Bühne feierte, fragte Ernie Manouse nach dem Lied: „Bereuen Sie es jemals, weil es so ikonisch ist? Überschattet er alles andere? Denn die Leute vergessen, wie viele Hits du hattest, und dennoch wird dieser Song so groß. Ist es jemals zu viel, wenn man es im Hinterkopf hat?“ Reddy beginnt: „Nein, nein“, und sagt nach einer Pause: „Ich bin stolz darauf.“
Die erste Zeile des Liedes, „I am woman, hear me roar“ (Ich bin eine Frau, hört mich brüllen), wurde in den Medien häufig zitiert. In einer Folge der The Carol Burnett Show aus dem Jahr 1975 spielte Gast Jean Stapleton eine Feministin, die stolz verkündet: „Ich bin eine Frau!“, worauf Harvey Kormans Figur antwortet: „Ich weiß. I heard your roar.“ Während der republikanischen Präsidentschaftskampagne von Elizabeth Dole im Jahr 2000 beschwerte sich ein GOP-Berater, dass „sie eine Botschaft haben muss, die über 'Ich bin eine Frau, hört mich brüllen.' hinausgehe“.
Ein Biopic über Reddys Leben mit dem Titel nach dem Song, mit Unjoo Moon als Regisseur, kam 2020 in die Kinos. Bei den 2020 ARIA Music Awards, die Ende November stattfanden, wurde der Song als Tribut an die verstorbene Reddy von einem Ensemble australischer Sängerinnen aufgeführt. Vorgestellt wurden sie von der ehemaligen Premierministerin von Australien, Julia Gillard, und ein virtueller Chor von mehr als zwanzig Sängerinnen unterstützte jene.

## Fallout mit Burton
Ray Burton wurde 1971 wegen Problemen mit der Arbeitserlaubnis aus den USA ausgewiesen und verfolgte den Aufstieg des Songs in den USA aus der Ferne. Burton lebte schließlich von Arbeitslosenunterstützung. "Es hätte der Startschuss für eine Karriere als Schriftsteller und Sänger sein können", sagte er. "Sie haben die Tatsache ausgenutzt, dass ich nicht da war.
Er behauptete, er sei 1998 gezwungen gewesen, rechtliche Schritte gegen die Sängerin einzuleiten, um einen Teil der Songwriter-Tantiemen zurückzuerhalten, die ihm seit 1972 vorenthalten worden waren. Er sagte: „Ich habe etwas Geld bekommen, aber nicht so viel wie in den 70er Jahren, als es hoch herging.“
Reddy bestritt die Behauptungen von Burton. „Vor 25 oder 30 Jahren gab es eine Übernahme“, sagte sie dem „Sunday Magazine“. „Keiner von uns hatte eine Ahnung, dass der Song zu dem werden würde, was er wurde. Vor etwa 10 Jahren nahm er Kontakt mit mir auf, weil er in finanziellen Schwierigkeiten steckte. Ich hatte Mitleid mit ihm und setzte seine Tantiemen wieder ein. Seine Passprobleme beendeten jede Hoffnung auf eine Karriere in den USA, und irgendwie übertrug sich diese Bitterkeit auf mich. Ich wünsche ihm alles Gute. Ich hege keine Feindseligkeit gegen ihn.“
Heute tritt er wieder in Veranstaltungsorten an der Gold Coast in Queensland auf, wo er lebt. Manchmal nimmt er den Song in sein Programm auf und bringt das Publikum zum Lachen, indem er sagt: „Hier ist ein Song, den ich in den 70ern geschrieben habe, mit einer Wendung.“ Er singt es als „She is woman, hear her roar“.

## In der Popkultur
Reddys Beschreibung der "typischen DJ-Reaktion" auf den Song wird in The Billboard Book of Number One Hits zitiert: "Ich kann diese Platte nicht ausstehen! Ich hasse diesen Song! Aber wissen Sie, es ist eine lustige Sache, meine Frau liebt ihn!'
In der Sendung Late Show with David Letterman vom 20. April 1995 saß Reddy im hinteren Teil des Publikums und wurde von Letterman gefragt, was ihr Talent sei. Sie antwortete: „Hit it, Paul“, als sie Letterman das Mikrofon aus der Hand nahm und „I Am Woman“ zu singen begann. Das Publikum reagierte begeistert, als der Moderator zu einem Werbespot überging, aber Reddy unterbrach die Sendung an mehreren Stellen, um ihre Erkennungsmelodien zu singen: zuerst im Fenster hinter Lettermans Schreibtisch und dann während eines Interviews mit Nicolas Cage, einem vermeintlichen Werbespot und einem Auftritt von Blues Traveler. Immer wenn die Musik abbrach und sie von der Bühne entlassen wurde, lächelte sie, winkte und sagte: „Danke.“
2006 brachte Burger King eine Werbekampagne mit dem Titel „Manthem“ heraus, in der „I Am Man“, eine Parodie von Helen Reddys Song, für seinen Texas Double Whopper Hamburger geworben wurde.

## Andere Versionen
„I Am Woman“ war ein kleiner C&W-Hit für Bobbie Roy, die wie Reddy bei Capitol Records unter Vertrag stand; Roys Version von „I Am Woman“ erreichte im Februar 1973 Platz 51 der US-amerikanischen C&W-Charts und Platz 85 in Kanada.
Ein instrumentales Arrangement des Songs wurde bei den 82. Academy Awards als Abschiedsmusik für Kathryn Bigelow gespielt, nachdem sie 2009 den Regie-Oscar für den Film The Hurt Locker gewonnen hatte. Mit ihr gewann erstmals eine Frau den Preis.